# شبرا بخوم
شبرا بخوم إحدى قرى مركز قويسنا التابع لمحافظة المنوفية في جمهورية مصر العربية.

## التاريخ
ذكرها علي مبارك في كتابه الخطط التوفيقية باسم "شبرى خوم"، حيث ذكر أنها قرية في مديرية الغربية بقسم زفتة، وأن بها ثلاث جوامع بمنارات وعدة بساتين ومعمل دجاج وعدة أبراج حمام، وثلاث عصّارات لقصب السكر، وأكثر زراعتها قصب السكر.

## السكان
بلغ عدد سكان شبرا بخوم 20,968 نسمة، حسب الإحصاء الرسمي لعام 2006.